# Romsdal
Romsdal er et landskab i den midterste del af fylket Møre og Romsdal i Norge, som  består af kommunerne Aukra, Fræna, Midsund, Molde, Nesset, Sandøy, Rauma og Vestnes. Romsdal udgør sammen med Nordmøre og Sunnmøre fylket Møre og Romsdal.
Dialekten i Romsdal bliver normalt klassificeret blandt de nordlige e-mål af vestnorske dialekter, men bærer også præg af sit naboskab med trønderske dialekter og midlandsmål.